# Victorino de la Plaza

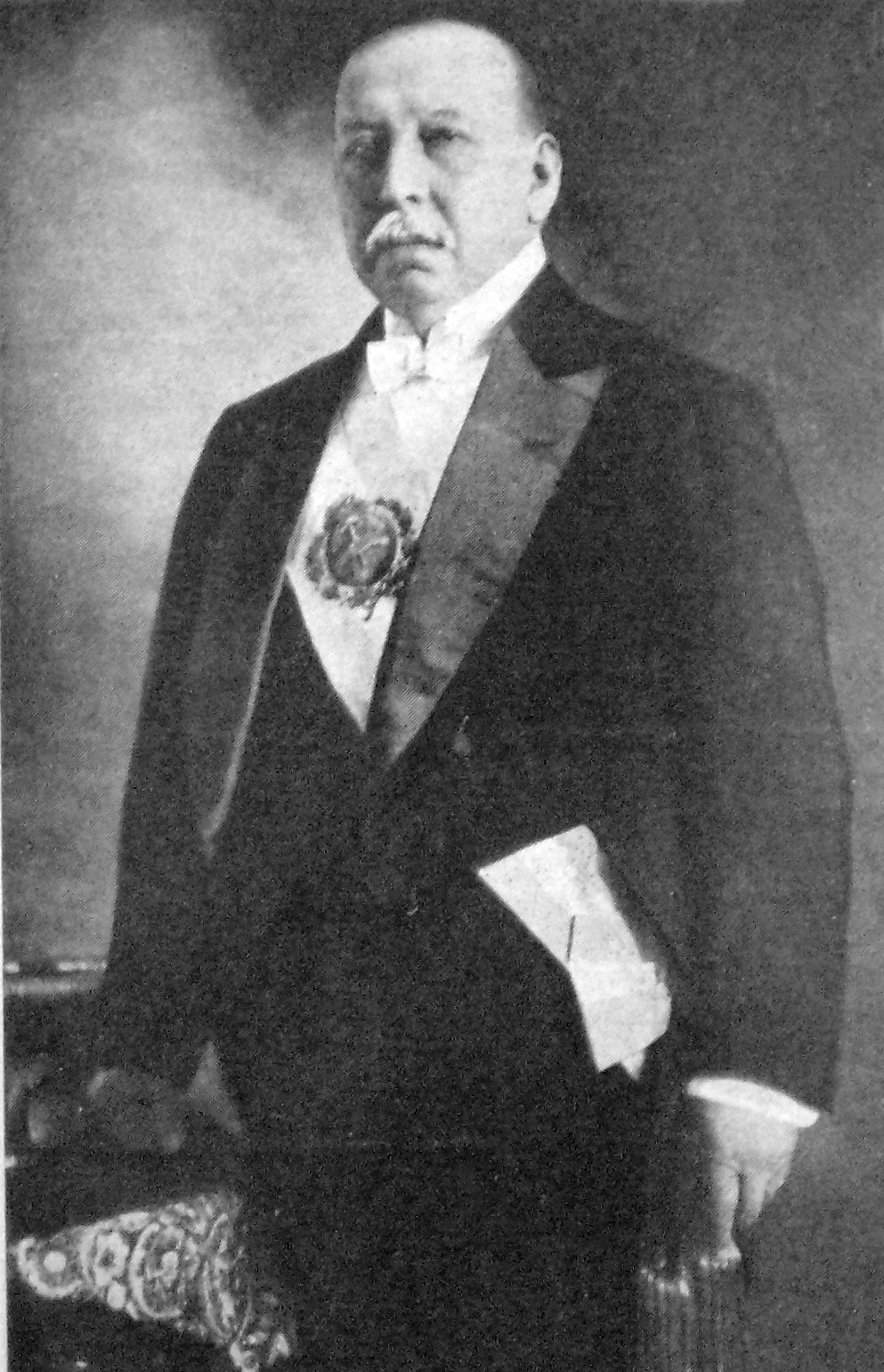
Victorino de la Plaza 1964 als Präsident Argentiniens

Victorino de la Plaza (geboren am 2. November 1840 in Payogasta, Provinz Salta, Argentinien; gestorben am 2. Oktober 1919 in Buenos Aires, Argentinien) war Rechtsanwalt und von 1910 bis 1914 Vize-Präsident und von 1914 bis 1916 Präsident Argentiniens. Er war der letzte Präsident der „Konservativen Periode“, die 1880 begann.

## Leben

### Herkunft und frühe Laufbahn
Er war der Sohn von José Mariano Roque de la Plaza Elejalde und María Manuela Silva Palacios. In seiner Kindheit arbeitete er als Tutor an einer von Pedro Arze geführten Schule und verkaufte Zeitungen sowie die von seiner Mutter zubereiteten Süßigkeiten Seifen. Seine berufliche Karriere begann er bei Mariano Zorreguieta y comenzó und arbeitete dort als Anwalt und Schreiber. Nach der Schule trat er für kurze Zeit in die Armee ein und kämpfte im Tripel-Allianz-Krieg. Aufgrund von gesundheitlichen Problemen musste er diese jedoch wieder verlassen. Danach begann er ein Jurastudium und bekam den Paten Dalmacio Vélez Sársfield zur Seite gestellt und schrieb, als Assistent, das Bürgerliche Gesetzbuch.

### Beruf und Politik
De la Plaza begann seine berufliche Laufbahn als Beamter, arbeitete sich 1876 zum Finanzminister von Präsident Avellaneda weiter. Diese Position legte er 1880 ab, als er zum nationalen Abgeordneten seiner Heimatprovinz gewählt wurde. Unter der Präsidentschaft von Julio Argentino Roca wurde er 1882 Außenminister und Religionsminister und von 1883 bis 1885 Finanzminister. Danach machte er sich einen Namen als Bankanwalt und bekam den Auftrag vom Präsidenten Carlos Pellegrini die Auslandsverschuldungen neu zu verhandeln. Am 12. Oktober 1910 wurde er zum Vizepräsident von Roque Sáenz Peña gewählt. Die U-Bahn Buenos Aires wurde 1913 als 13. U-Bahn weltweit und erste U-Bahn Südamerikas eröffnet. An dieser Veranstaltung nahm er teil.

### Präsidentschaft
Aufgrund gesundheitlicher Probleme beantragte Sáenz Peña 1913 Urlaub und De la Plaza übernahm als Vize-Präsident interimsmäßig die Amtsgeschäfte, bis Sáenz Peña am 9. August 1914 starb, wodurch De la Plaza Präsident wurde. Während seiner Amtszeit gründete er den Nationalen Postsparfonds und führte Gesetze für Arbeitsschutz ein. Mit dem Ausbruch des Ersten Weltkriegs gingen die Exporte nach Nordamerika stark zurück. Zuerst plante man als ABC Entente gemeinsam mit Brasilien und Chile in den Krieg zu treten. Nachdem Brasilien und Chile nicht in den Krieg ziehen wollten, blieb das Land neutral.
Er gründete die Industriedirektion, um die Herstellung von Produkten zu fördern, die aus Europa importiert werden könnten. Obwohl Argentinien sich aus dem Krieg heraushielt, versuchte das Vereinigte Königreich ein argentinisches Schiff zu entführen. Grund dafür war die Annahme, dass Deutsche an Bord waren. Nachdem geklärt wurde, dass keine Deutschen an Bord waren, wurde das Schiff zurückgegeben. Aufgrund des Krieges kam es zu Warenknappheit. Daher verbot die Regierung den Export von Altmetall, Garn und Nähgarn. Während des Jahres 1916 gab es eine leichte Besserung der Wirtschaftslage, die jedoch weiterhin angespannt blieb.
Am 9. Juli 1916 wurde während einer Militärparade ein Schuss aus dem Publikum in Richtung des Präsidenten abgegeben. Dieser verfehlte De la Plaza und der Täter verhaftet. Es wurde festgestellt, dass er ein mangelhaftes Denkvermögen hat und wurde, wegen unerlaubten Besitz einer Schusswaffe zu 16 Monate Haft verurteilt. Im Jahr 1916 kam es zur ersten freien Wahl Argentiniens. Nachdem Plaza das neue Wahlgesetz genehmigte, durfte es angewendet werden. Er unterlag Hipólito Yrigoyen. Victorino de la Plaza starb am 2. Oktober 1919 in Buenos Aires.